# Pool (Cornwall)
Pool ist eine Ortschaft im englischen Distrikt Cornwall.

## Lage
Sie liegt in West Cornwall zwischen Redruth and Camborne an der A30 und der A 3047 zwischen Tuckingmill und dem Illogan Highway.

## Sehenswertes

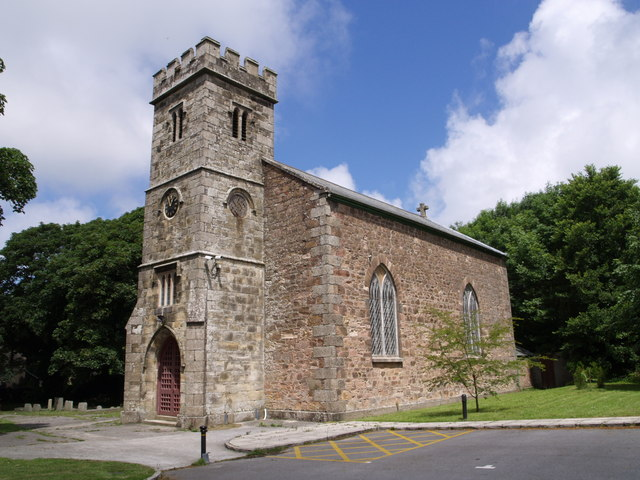
Trevenson Kapelle

- Die Trevenson Chapel wurde wegen der wachsenden Bergarbeitersiedlung 1809 von Lord de Dunstanville and Basset errichten lassen.[1]

## Infrastruktur
Zu den Arbeitgebern zählte bis zur Stilllegung 1998 die South Crofty Mine. Der Bahnhof wurde 1961 für Passagiere und 1967 dann auch für Fracht endgültig geschlossen und die nächstgelegene Bahnstation der Cornish Main Line liegt nun entweder in Redruth oder Camborne. Das sogenannte Innovation Center bildet nun den geschäftlichen Mittelpunkt des Ortes.